# Словесные названия российского оружия/З
Словесные названия российского оружия
А
Б
В
Г
Д
Е
Ё
Ж
З
И
К
Л
М
Н
О
П
Р
С
Т
У
Ф
Х
Ц
Ч
Ш
Щ
Э
Ю
Я
- «Забайкалье» — большой разведывательный корабль проекта 394Б
- «Забоина» — автоматизированная система управления ИАП ПВО (24Е6)
- «Забой» — электронная АТС внутренней связи
- «Забор» — противопульный штурмовой щит (стальной)
- «Забрало» — бронежилеты 6Б11, 6Б12, 6Б13, 6Б17—6Б20
  - «Забрало-3» — бронежилеты 6Б11 (6Б11-1, 6Б11-2, 6Б11-3)
  - «Забрало-4» — бронежилеты 6Б12 (6Б12-1, 6Б12-2, 6Б12-3, 6Б12-4)
  - «Забрало-5» — бронежилеты 6Б13 и 6Б13-1
  - «Забрало-6» — бронежилеты 6Б19 для наружных боевых постов кораблей и морской пехоты и 6Б20 для боевых пловцов
- «Завеса» — корабельный радиопеленгатор
- «Загадка» — специальный фотоаппарат
- «Загон» — противолодочная корректируемая авиационная бомба КАБ-250-100
- «Заколка» — 125-мм БПС 3БМ22(23) («Надежда»)
- «Залп» — корабельная артиллерийская РЛС
- «Залив» — разведывательный КА («Космос-3М»)
- «Залив» — малогабаритный радиоприёмник
- «Залив» — корабельная станция РТР МРП-11-12
- «Залом» — серия бронежилетов
- «Занос» — реактивная многофункциональная граната РМГ (6Г33)
- «Запад» — корабельный противолодочный комплекс РБУ-6000
- «Запев» — коллиматорный прицел 1П63
- «Запор-Лиана» — противоавтомобильное портативное заграждение
- «Запорожье» — большой разведывательный корабль проекта 994Б
- «Запорожье» — автономный полевой заправщик азотом (воздухом) (1Э74)
- «Запуск» — промысловая трёхствольная пусковая установка ТКБ-0166
- «Зарево» — тепловизионная обзорно-прицельная подсистема ТПП-9С475Н для Ми-24ПН
- «Зарево» — комплекс аппаратных для полевых узлов связи
- «Зарево» — неконтактный взрыватель для НАР «Овод»
- «Зарево» — специальная авиабомба для постановки тепловых помех
- «Заречье» — авиационная прицельно-поисковая система
- «Зарница» — визир 9Ш121-01 для ПТРК «Фаланга-МВ»
- «Зарница» — обзорно-прицельная система 9С484 для ПТРК «Штурм»
- «Зарница» — корабельная РЛС
- «Зарница» — 73-мм гладкоствольное орудие (опытное)
- «Зарница» — корабельный ГАК
- «Зарница» — комплекс средств автоматизации организационно-мобилизационного развертывания флота 83Т27МВ
- «Заря» — светошумовая граната
- «Заря» — стабилизатор танкового вооружения (на ПТ-76Б)
- «Заря» — корабельный ГАК
- «Заря» — корабельная РЛС
- «Заря» — модуль МКС (ДОС-8, Мир-2)
- «Заря» — перспективная РЛС для экраноплана
- «Заря» — перспективный многоразовый космический корабль 14Ф70
- «Заря» — приставка к СРЗО-2 «Хром-Никель»
- «Заря» — корабельный радиопеленгатор Р-715
- «Заря» — серия БЦЭВМ
- «Заря» — стационарная система КВ, УКВ радиосвязи с космонавтами
- «Заря» — комплекс технических средств оповещения и информации П-166
- «Заслон» — авиационная РЛС СБИ-16/система управления вооружением
- «Заслон» — авиационный радиолокационный прицел РП-31
- «Заслон» — комплекс активной танковой защиты
- «Заслон» — система ПРО (проект)
- «Заслон» — широкополосный аппаратно-программный IP-шифратор М-543
- «Заслон» — портативная копировальная фотокамера
- «Застава» — БПЛА
- «Затравщик» — войсковой индивидуальный рацион питания (ИРП)
- «Захват» — авиационная оптико-электронная система
- «Захват» — радиовысотомер малых высот А-051
- «Защита» — авиационная станция оптико-электронного подавления
- «Защита» — охранная телевизионная система
- «Защита» — серия защитных шлемов
- «Заявка» — аппаратура автоматизации диспетчерского контроля Войск ПВО 47Л6
- «Звезда» — ракета-мишень РМ-217М
- «Звезда» — корабельная ГАС МГ-369
- «Звезда» — бронированный грузовой автомобиль Урал-4320-31
- «Звезда» — комплекс пушечного вооружения самолёта Ту-4
- «Звезда» — 23-мм свето-шумовой патрон для КС-23
- «Звезда» — ракетоплан Ту-136 (Красная Звезда)
- «Звезда» — проект военно-исследовательского КК 11Ф73 (7К-ВИ)
- «Звезда» — проект долговременной лунной базы (ДЛБ)
- «Звезда» — служебный модуль МКС
- «Звездочка» — аппаратура коллективной защиты РЭС корабля
- «Звездочка» — поисково-спасательный корабль/морской транспорт вооружения пр.20180
- «Звездочка» — носимый поисковый УКВ радиоприёмник радиосетей ВДВ (Р-254)
- «Звено» — авиационная навигационная система РКСМ (на Ан-124)
- «Звено» — авиационная система обеспечения полёта в строю (на Ан-12)
- «Звено» — носимый поисковый УКВ радиоприёмник радиосетей ВДВ (Р-254М)
- «Зверобой» — подвижной пост технического наблюдения
- «Звук» — приставка для ПУС РБУ-2500
- «Звук» — микрофотокамера
- «Звук» — аппаратура многодорожечной магнитной записи М-64
- «Зебра» — ручной тепловизионный прибор
- «Зебра» — самолёт Ан-12Б-ВКП (воздушный командный пункт корпусного и армейского звена)
- «Зебра» — самолёт Ил-22М-11 воздушный командный пункт (изделие 40 «Зебра»)
- «Зевс» — КВ/УКВ радиопередающая станция (узловая) Р-161У
- «Земледелие» — сухопутная система дистанционного минирования
- «Земля» — переносная радиостанция
- «Земля» — гидроакустический лаг ЛА-1
- «Земля» — астронавигационная система на КР Ту-121
- «Земляника» — бронекомплект для комсостава 6Б24
- «Зенит» — дневно-ночной визир НВ-500
- «Зенит» — ПКП
- «Зенит» — комплексная аппаратная телефонной связи П-240БТЗ на базе БТР-80
- «Зенит» — ракета-носитель 11K77 на база МБР РС-20 (проект)
- «Зенит» — серия разведывательных космических аппаратов
- «Зенит» — ПТУР 9М128 для КУВ 9К112-1, 9К117 («Агона»)
- «Зенит» — радиолокационная ГСН 5Г11
- «Зенит» — станция орудийной наводки СОН-4
- «Зенит» — прибор управления стрельбой
- «Зенит» — 7,62-мм однозарядная целевая винтовка ЦВ-55
  - «Зенит-2» — 7,62-мм однозарядная произвольная винтовка ЦВ-56
- «Зеница» — дневно-ночная автоматизированная оптико-электронная система (ЗРК «Бук»)
- «Зефир» — авиационный комплекс гамма-разведки
- «Зефир» — корабельный радиотехнический комплекс траекторных измерений
- «Зея» — спутник связи
- «Зима» — авиационная станция инфракрасной разведки
- «Змея» — 7,62-мм специальный патрон ПЗАМ (7У2)
- «Знак» — бортовая аппаратура внутренней связи и коммутации П-510
- «Зодиак» — корабли измерительного комплекса проекта 1914
- «Зодчий» — микрофотокамера
- «Зола» — специальный фотоаппарат
- «Золотой Рог» — морской танкер
- «Зона» — корабельный радипеленгатор
- «Зонд» — серия лунных космических аппаратов
- «Зонт» — комплект деформирующей маскировочной маски
- «Зонт» — неконтактный взрыватель 9Э156 (для боевого элемента 9Н730 КБЧ ОТР 9М723)
- «Зонтик» — командно-штабная машина ПВО Р-146
- «Зоопарк» — радиолокационный комплекс артиллерийской разведки и управления огнём 1Л219
- «Зоркий» — проект самолёта вертикального взлёта и посадки
- «ЗОТИК» — аппаратно-программный комплекс разведки нового поколения
- «Зрачок» — телевизионная система наблюдения ТКН-451 (МТ-70) за ближней подводной обстановкой для ПЛ
- «Зубило» — беспилотное транспортное средство с колесной формулой 4×4 для оказания различной помощи действующим штурмовым группам
- «Зубр» — малые десантные корабли на воздушной подушке проекта 12322 [Pomornik]
- «Зубр» — КВ радиостанция большой мощности Р-136 (армия — ГШ)
- «Зуммер» — приборы управления стрельбой торпедным оружием
- «Зыбь» — ракета-носитель на базе БРПЛ РСМ-25
- «Зяблик» — авиационная бортовая радиостанция Р-867